# Arthur Ayrault
Arthur Delancey "Dan" Ayrault Jr. (født 21. januar 1935 i Long Beach, Californien, død 24. februar 1990 i Seattle, Washington) var en amerikansk roer og dobbelt olympisk guldvinder.

## Rokarriere
Ayrault roede for Stanford University, mens han studerede, og han var kaptajn for roklubben i sit sidste år på universitetet. Sammen med Conn Findlay (Berkeley) og styrmand Kurt Seiffert (Stanford) deltog han i OL 1956 i Melbourne i toer med styrmand, der de vandt guld. Amerikanerne var hurtigst i indledende heat, men blev i semifinalen besejret af de tyske favoritter. Amerikanerne kom dog i finalen som toere, og i finalen var det Polen og Sovjetunionen, der lagde stærkest ud. Efterhånden kom tyskerne og amerikanerne op og gik forbi de to østeuropæiske både, og i mål vandt amerikanerne klart guld, mens tyskerne fik sølv, og den sovjetiske båd holdt akkurat polakkerne bag sig og fik bronze.
Ayrault roede derpå for Lake Washington Rowing Club og opnåede et amerikansk mesterskab for denne klub i 1958. Ved OL 1960 i Rom roede han firer uden styrmand sammen med Ted Nash, John Sayre og Rusty Wailes (OL-guldvinder fra 1956 i otter), alle fra Lake Washington RC. Feltet var på forhånd ret åbent ved legene, og amerikanerne blev i deres indledende heat nummer to og måtte i opsamlingsheat, som de vandt, hvilket gav dem plads i finalen.  Også her var det et tæt løb, men til sidst var amerikanerne hurtigst, så Ayrault kunne hente sin anden OL-guldmedalje, mens Italien fik sølv og Sovjetunionen bronze.

## Videre karriere
Ayrault tog en kandidatgrad i pædagogik fra Harvard University og blev senere underviser og rektor.

## OL-medaljer
- 1956:  Guld i toer med styrmand
- 1960:  Guld i firer uden styrmand